# 오투 (음악 그룹)
오투는 대한민국의 DJ 그룹이다. 2020년에 결성되어 싱글 [War Crowd]로 데뷔했다.

## 방송
- WET! (2023)

## 음반
- War Crowd (2020)
- TONIGHT (2023)